# Katharina Zeller

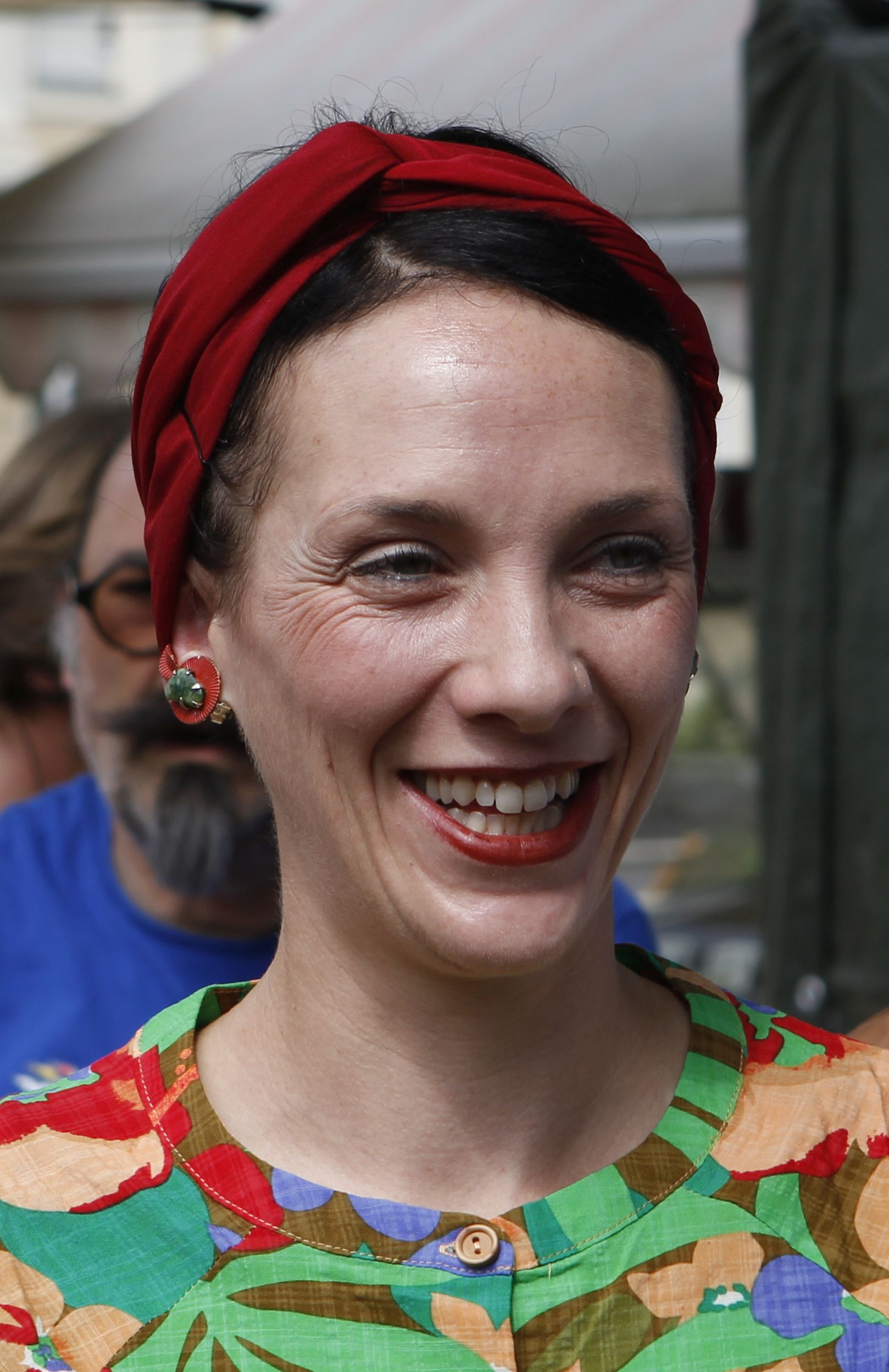
Katharina Zeller (2025)

Katharina Johanna Zeller (* 8. November 1986 in Rum, Nordtirol) ist eine italienische Politikerin aus Südtirol. Seit Mai 2025 ist sie Bürgermeisterin der Stadt Meran. Zuvor war sie Vizebürgermeisterin und Stadträtin für mehrere Ressorts.

## Leben

### Leben und Ausbildung
Zeller stammt aus einer politisch aktiven Familie. Sie ist die Tochter der italienischen Senatorin Julia Unterberger und des ehemaligen SVP-Parlamentariers Karl Zeller. Sie absolvierte an der Luiss in Rom ein Studium der Rechtswissenschaften (laurea in giurisprudenza). Anschließend arbeitete sie als Anwältin, bevor sie in die Politik einstieg. 
Sie ist Mutter einer im Mai 2023 geborenen Tochter.

### Politische Laufbahn
Zeller engagierte sich früh in der Kommunalpolitik und wurde als Kandidatin der Südtiroler Volkspartei (SVP) 2020 zur Vizebürgermeisterin von Meran gewählt. In dieser Funktion war sie unter anderem für Kultur in deutscher Sprache, Frauenfragen, Umwelt und Mobilität, Bürgerbeteiligung sowie Wirtschaft zuständig. 
Im September 2024 wurde sie von der SVP als Spitzenkandidatin für die Kommunalwahl 2025 nominiert. Im ersten Wahlgang am 4. Mai 2025 erreichte sie 33 % der Stimmen und zog damit in die Stichwahl gegen den amtierenden Bürgermeister Dario Dal Medico ein. Am 18. Mai 2025 gewann sie mit 57,4 % der Stimmen die Stichwahl und wurde zur Bürgermeisterin von Meran gewählt. Am 10. Juni 2025 gelang ihr die Bildung eines neuen Stadtrats.